# Abdovina
Abdovina (burjan, apta,  aptovina, smrdljiva bazga, Sambucus ebulus) je bazgi srodna trajna zelen iz porodice Moškovičevki (Adoxaceae); raste po šumskim čistinama i uz putove u Europi, zap. Aziji i sjev. Africi; narodni lijek.
Raste do 2 metra, s uspravnim, najčešće nerazgranatim, peteljkama koje u velikim skupinama rastu iz perenijalnog (višegodišnjeg) podzemnog rizoma. Listovi su nasuprotni,  dugi 15-30 cm, s 5 do 9 listića odbojnog mirisa.
Stabljika završava s vijencem bijelog i rozog cvijeća promjera 10-15 cm. Plodovi su male, blistave, crne bobice promjera 5-6 mm. Zrelo voće daje ružičasti sok.

## Uporaba u narodnoj medicini
Abdovina je prije svega sredstvo za izlučivanje vode, znoja, žuči i otrovnih tvari. Pripravci od korijena i nadzemnih dijelova uzrokuju pojačano lučenje mokraće što je korisno kod nagomilavanja mokraćne kiseline i vodene bolesti uzrokovane oboljenjem bubrega. Čaj od lišća koristan je kod oboljenja dišnih putova i katara pluća. Značajno je da je list djeluje kao čistač jetre i regulator funkcije bubrega. Čaj od cvjetova također pospješuje mokrenje, liječi organe za disanje, a koristan je i za smirivanje visokog krvnog tlaka. Bobicama se također pripisuje pospješivanje mokrenja, izazivanje znojenja i čišćenje organizma. Od boba se može napraviti sirup, sok i pekmez. Ti pripravci također pospješuju izlučivanje mokraće i plinova, a služe i kao lijek protiv šećerne bolesti. Od plodova se mogu napraviti oblozi protiv gljivičnih bolesti prstiju i nogu te za skidanje bradavica. Od boba, cvjetova i korijena radi se ljekovita rakija.

## Vanjske poveznice
https://pfaf.org/user/Plant.aspx?LatinName=Sambucus+ebulus
|  | Zajednički poslužitelj ima stranicu o temi Sambucus ebulus    |
|  | Zajednički poslužitelj ima još gradiva o temi Sambucus ebulus |
|  | Wikivrste imaju podatke o taksonu Sambucus ebulus             |